# Buccinum undatum
Il buccine (Buccinum undatum  Linneo, 1758) è una specie di mollusco gasteropode appartenente alla famiglia dei Buccinidae. È la specie tipo del genere Buccinum.

## Etimologia
L'epiteto specifico del nome della specie, undatum, deriva dalla parola latina undatus, participio perfetto del verbo undo (ondeggiare), che significa "increspato, ondulato", riferito alla forma prodotta dalle coste sulla superficie del guscio del mollusco.

## Descrizione

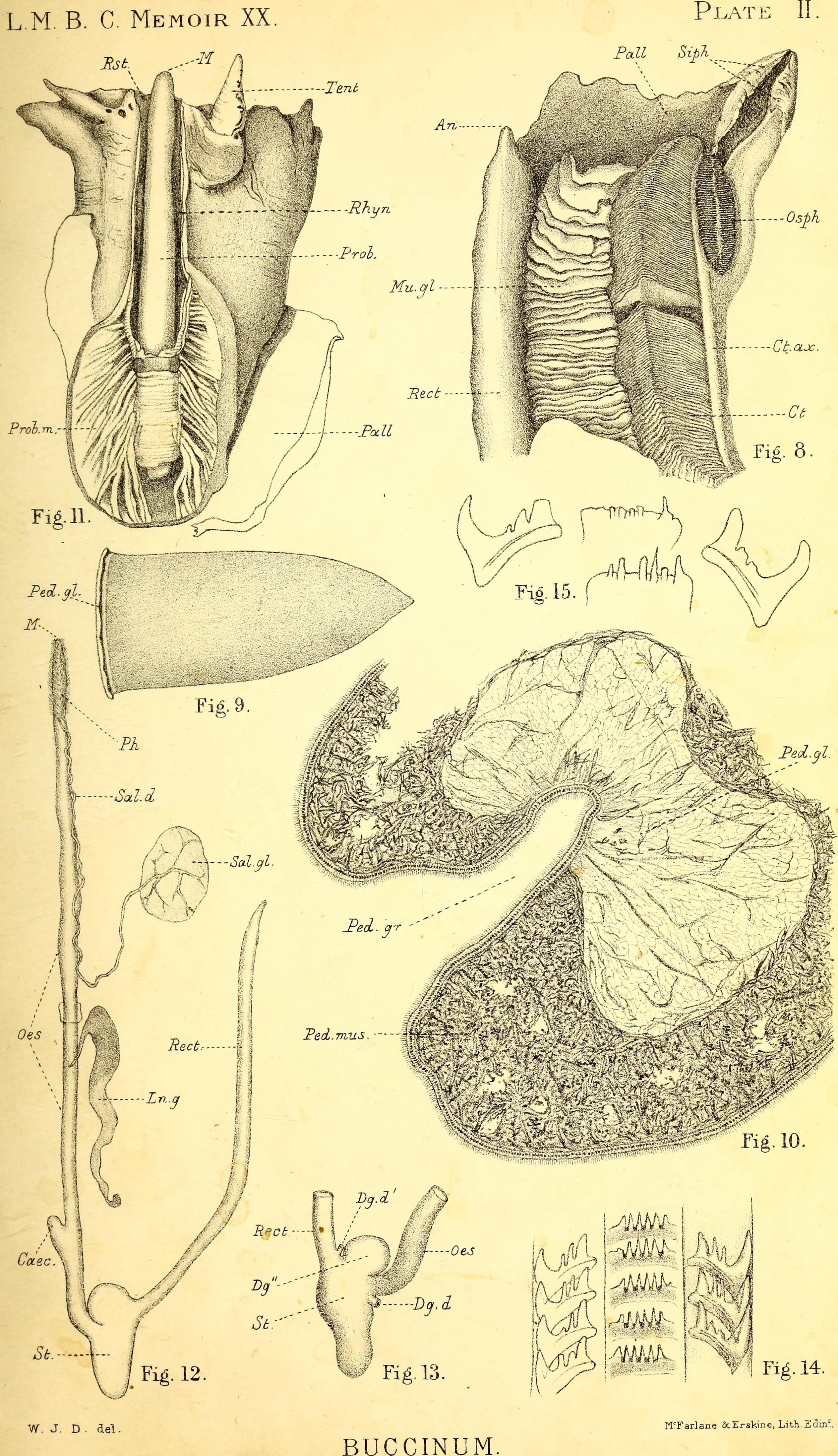
Alcuni dettagli dell'anatomia del Buccinum undatum

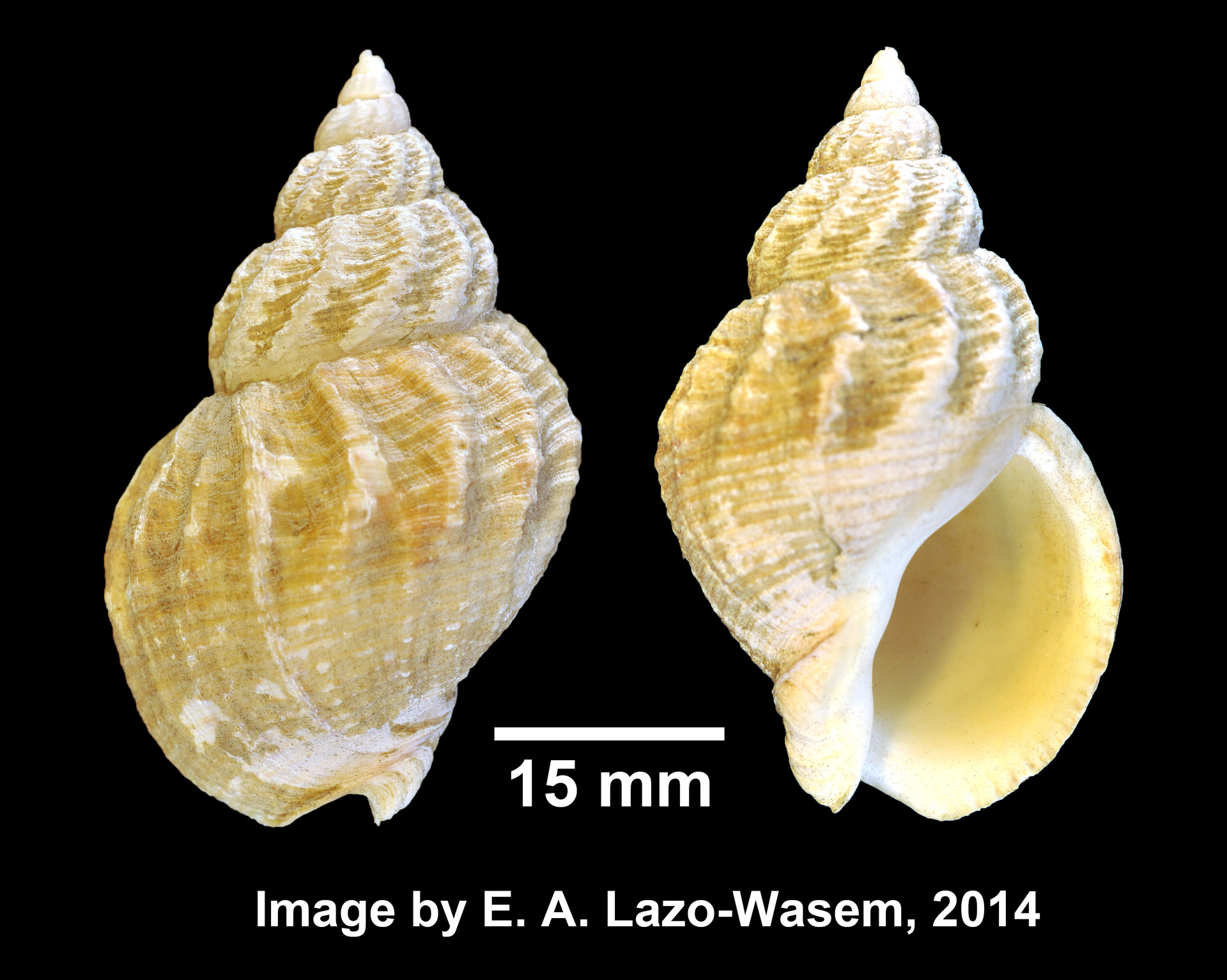
Conchiglia di Buccinum undatum (Golfo del Maine)

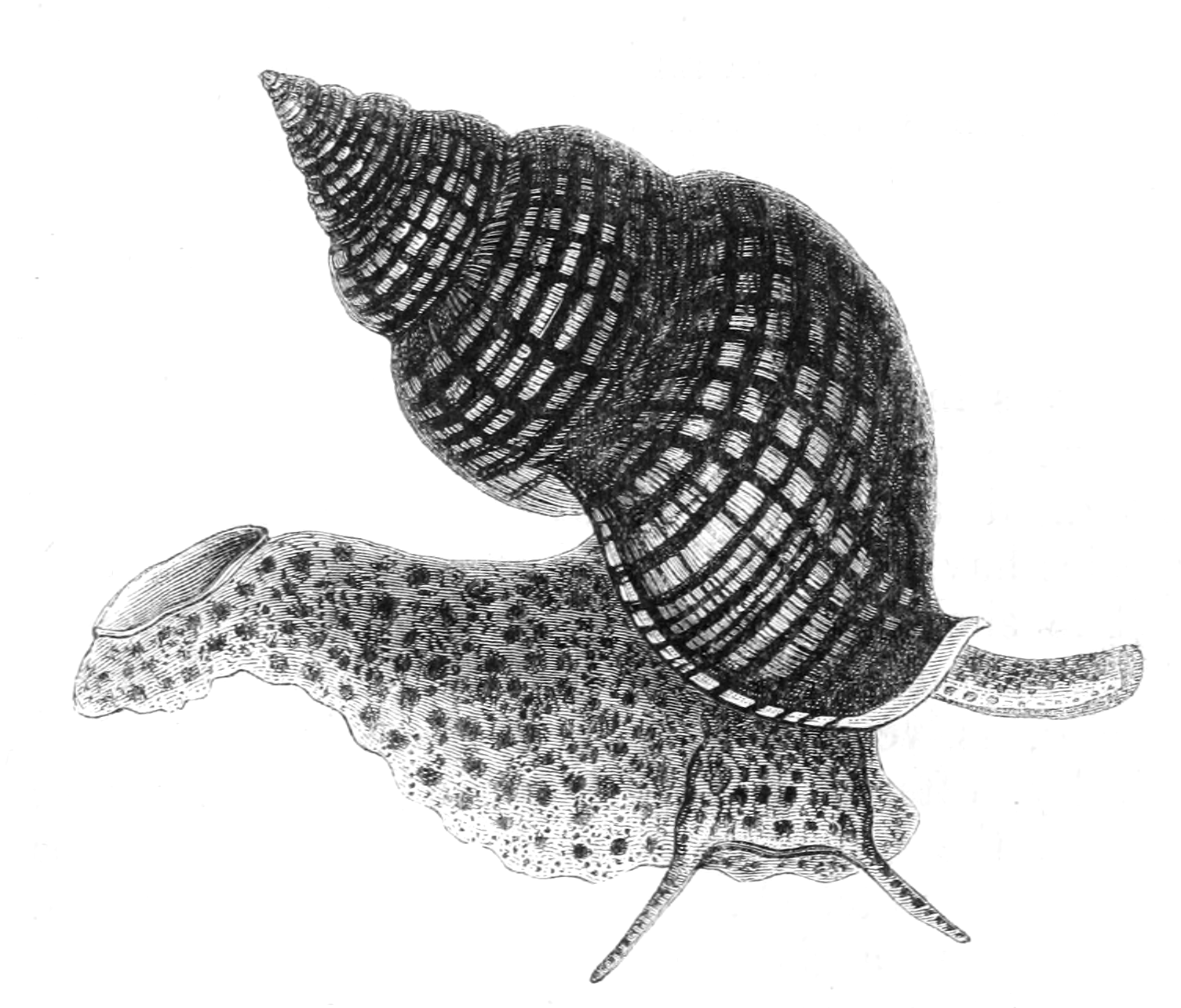
Illustrazione di Buccinum undatum, da Natural History: Mollusca (1854)

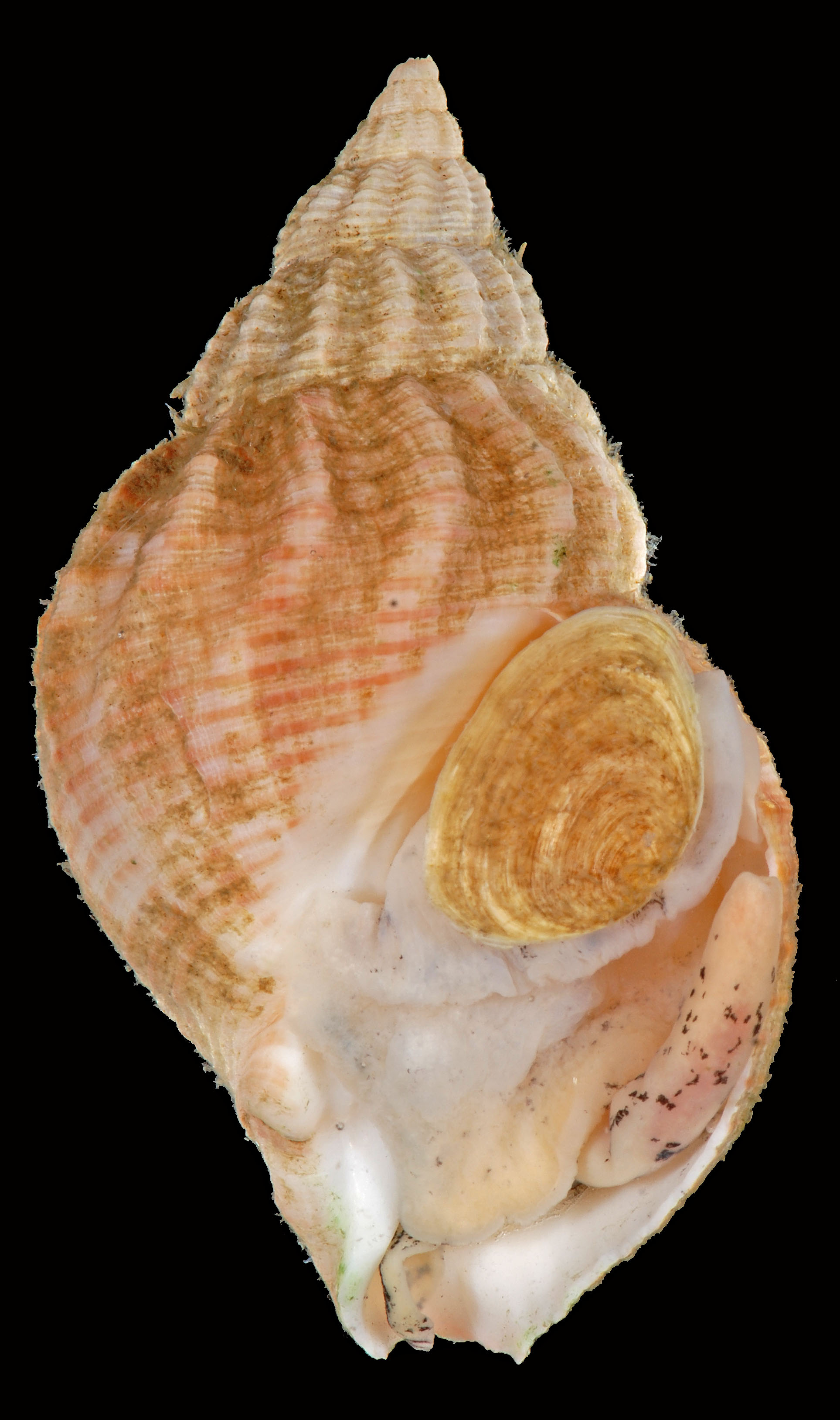
Buccinum undatum, 55 mm, raccolto al largo di Cape May

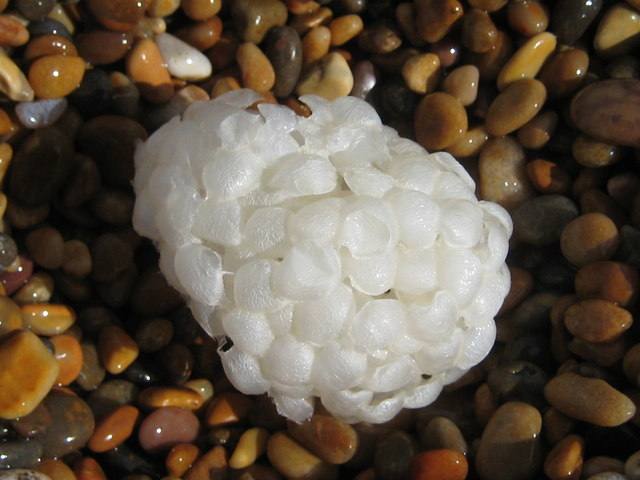
Capsula di uova di B. undatum

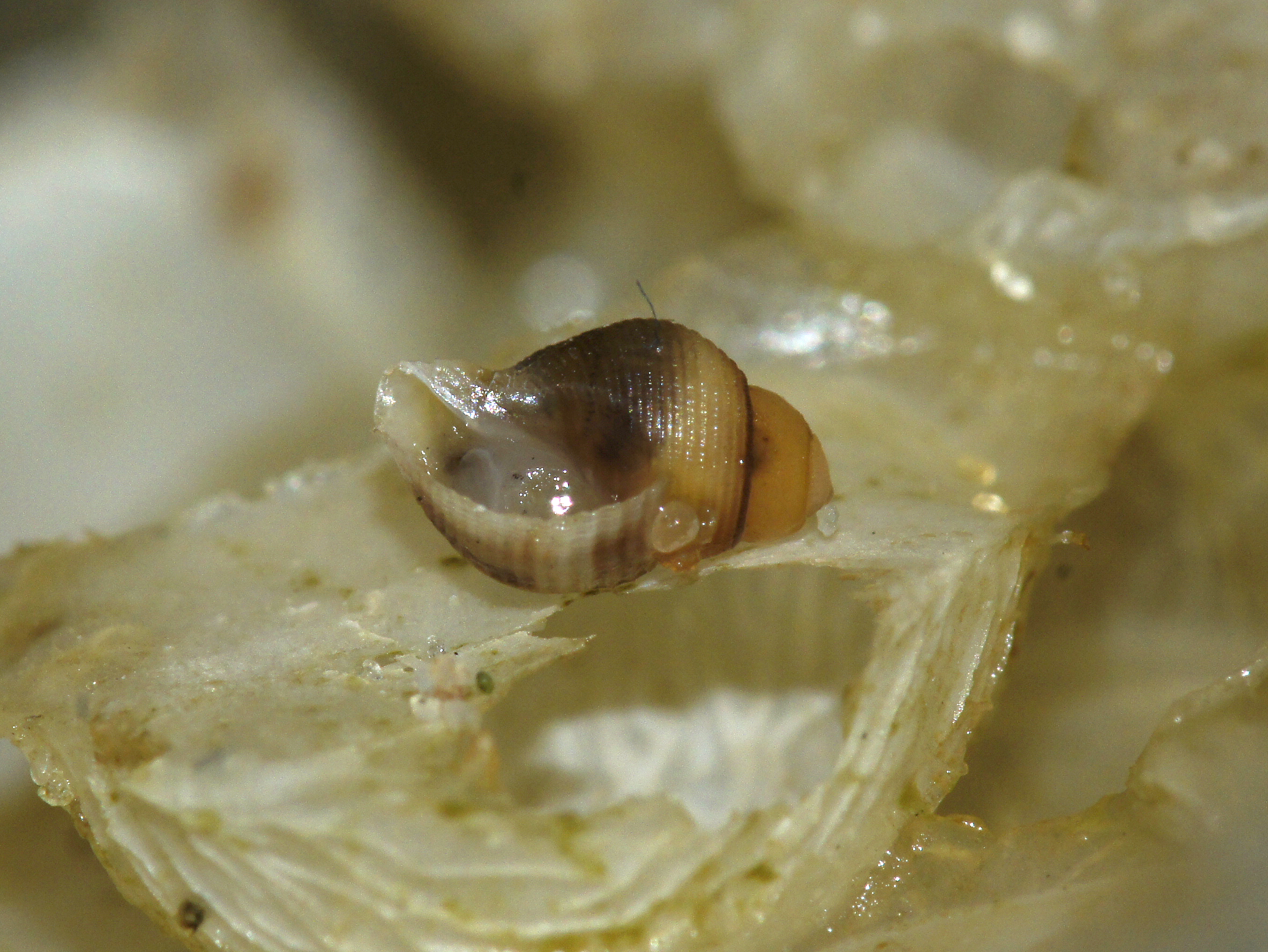
Esemplare giovane di B. undatum

Questa specie è molto variabile, nelle dimensioni della conchiglia, nel peso, nella scultura, nella forma e nel colore. La conchiglia ha una forma ovato-conica con guglia dritta e appuntita con angolo apicale di 50-55°. La superficie è opaca, originariamente ricoperta da un sottile periostraco, che tende a perdersi nel tempo salvo che nelle zone più protette. Il colore del guscio è variabile da bianco a giallastro o rossiccio con zone più chiare e più scure, queste ultime formano fasce a spirale nelle parti basali dell'ultima spirale. L'epidermide dell'animale è di colore bruno brillante. La conchiglia è formata da 7-8 (massimo 9) vortici rigonfi che si incontrano in punti di sutura incisi distinti appena sotto la periferia del vortice superiore; l'ultima spirale è più ampia e forma la parte più grande del guscio.
L'ornamento della conchiglia comprende coste, creste a spirale, solchi e linee di crescita. Le coste sono ondulate in sezione (da cui il nome della specie) e seguono un andamento crescente; sono prosocline alla sutura, dove sono anche più prominenti, diventando ortocline sotto e di solito svaniscono verso l'apertura dell'ultima spira.  Il numero di coste sull'ultima spirale è variabile, ma solitamente ce ne sono 12-15 su ognuna. La protoconca comprende poco più di 1 spirale, liscia, di 1 mm di altezza e 2 mm di diametro.
L'apertura è ovale e molto larga con la massima ampiezza verso la base, circondata da un peristoma che giace nel piano prosoclino. Il labbro esterno sorge appena sotto la periferia dell'ultima spirale, un po' obliquamente. Il suo corso iniziale è piuttosto rettilineo, successivamente il labbro si incurva più strettamente alla base dell'apertura dove la sua direzione giace più o meno ad angolo retto rispetto all'asse del guscio. Negli animali più anziani il suo bordo è un po' ispessito e sporgente, sottile in quelli giovani. Il canale sifonale è aperto e spesso corto, non si estende fino alla parte più basale del labbro esterno, che è attorcigliato di fronte e da cui è separato da una piccola tacca. La columella è corta e curva, il labbro estroflesso e applicato al fasciole sifonale.
Le dimensioni sono variabili e raggiungono fino a 110 mm di altezza e 68 mm. di larghezza. L'ultima spirale è circa il 70% dell'altezza totale del guscio e l'apertura è circa il 50% dell'altezza del guscio.
La testa non ha muso, ma forma un ripiano trasversale da cui spuntano i tentacoli ciascuno dei quali ha un occhio circa a metà strada dalla base. La parte di tentacolo sotto l'occhio è più spessa di quella distale ad esso. La bocca si trova sotto il ripiano. Il lembo del mantello è piuttosto spesso e liscio, formando a sinistra un sifone che si estende per un notevole tratto dal canale. I maschi hanno un pene molto grande dietro il tentacolo destro. Il piede è grande, a forma di scudo, con un'ampia estremità anteriore a doppio taglio che è leggermente convessa e un po' 'angolata lateralmente; si rastrema posteriormente ad un punto arrotondato e reca un opercolo ovale con un nucleo quasi centrale e una scanalatura lungo il suo raggio posteriore.
La radula è di tipo rachiglossa con un dente rachidiano mediano e due denti laterali. Ci sono ha 6 cuspidi sui denti rachidiani e 4 cuspidi sui denti laterali. Solitamente, i denti radulari sono molto regolari e caratteristici nei gasteropodi, e sono comunemente usati ai fini della classificazione. I denti di Buccinum undatum, tuttavia, fanno un'eccezione a questa regola, poiché il numero di denticoli sia sui denti centrali che su quelli laterali varia notevolmente, fornendo un ottimo esempio di variazione meristica.
I buccini sono carnivori e si cibano di carogne. È stato dimostrato in studi di Claus Nielsen (1975) e di John D. Taylor (1978) che B. undatum si nutre principalmente di policheti, in particolare Lanice, integrati da una varietà di bivalvi, principalmente Cardiidae e crostacei.
I sessi sono separati e i maschi si distinguono facilmente in quanto sono provvisti di un organo genitale piuttosto lungo che, in stato di riposo, si trova sotto il bordo destro del mantello. Inoltre i gusci dei maschi sono generalmente più piccoli e meno gonfi di quelli delle femmine.
Il principale periodo di deposizione delle uova va da novembre a febbraio, o addirittura ad aprile, anche sepuò essere diverso a seconda delle aree. Le femmine si ritirano in aree di substrato duro per depositare le loro uova che vengono poste in capsule che di solito vengono prodotte in gran numero. Poiché devono essere attaccati a un substrato solido, molti buccini possono condividere un unico sito di attacco, e l'insieme risultante di capsule può essere molto grande. Sono state trovate masse di uova fino a 50 cm di lunghezza e 25 em di altezza che potevano contenere alcune migliaia di capsule. Alcuni studiosi hanno valutato gruppi di fino a 15.000 uova.
Sebbene potenzialmente tutte le uova possano svilupparsi, la maggior parte di esse costituiscono il cibo utilizzato da i primi embrioni che si sviluppano e solo 3-10 giovani di una capsula si schiudono dopo 3-9 mesi. Alla schiusa il guscio è lungo 1,0-1,4 mm e ha un diametro di 2,0 mm. Presenta una spirale embrionale liscia, piuttosto arrotolata e un'area larvale, delimitata da creste a spirale, che si sviluppa in un breve canale.
È stato suggerito da alcuni studiosi che gli animali possano vivere per 10 anni, anche se questa stima non è condivisa universalmente in quanto basata sugli anelli opercolari che non sono necessariamente annuali.
Vivono in habitat sublitorale  a profondità da sotto la linea di bassa marea fino a 100 m. e sono scarsamente adattate alle condizioni intercotidali. Prediligono fondali di sabbia, fango sabbioso o fondali pietrosi e vivono con temperature del mare moderate o fredde.
Sono ampiamente distribuiti nelle acque fredde dell'Atlantico settentrionale. Sul lato orientale dal nord del Golfo di Biscaglia al nord della Norvegia e in Islanda; sul lato occidentale tra il Labrador e il New Jersey. Si trovano in tutto il Canale della Manica, nel Mare del Nord, nel Kattegat e nel Baltico fino al Mecklenburger Bucht. Nel Mediterraneo, sono limitati alle acque più fredde e profonde.
Secondo alcuni studi condotti sulla fauna abissale ed antartica i Buccini hanno avuto origine nel tardo Mesozoico.

## Pesca e uso alimentare

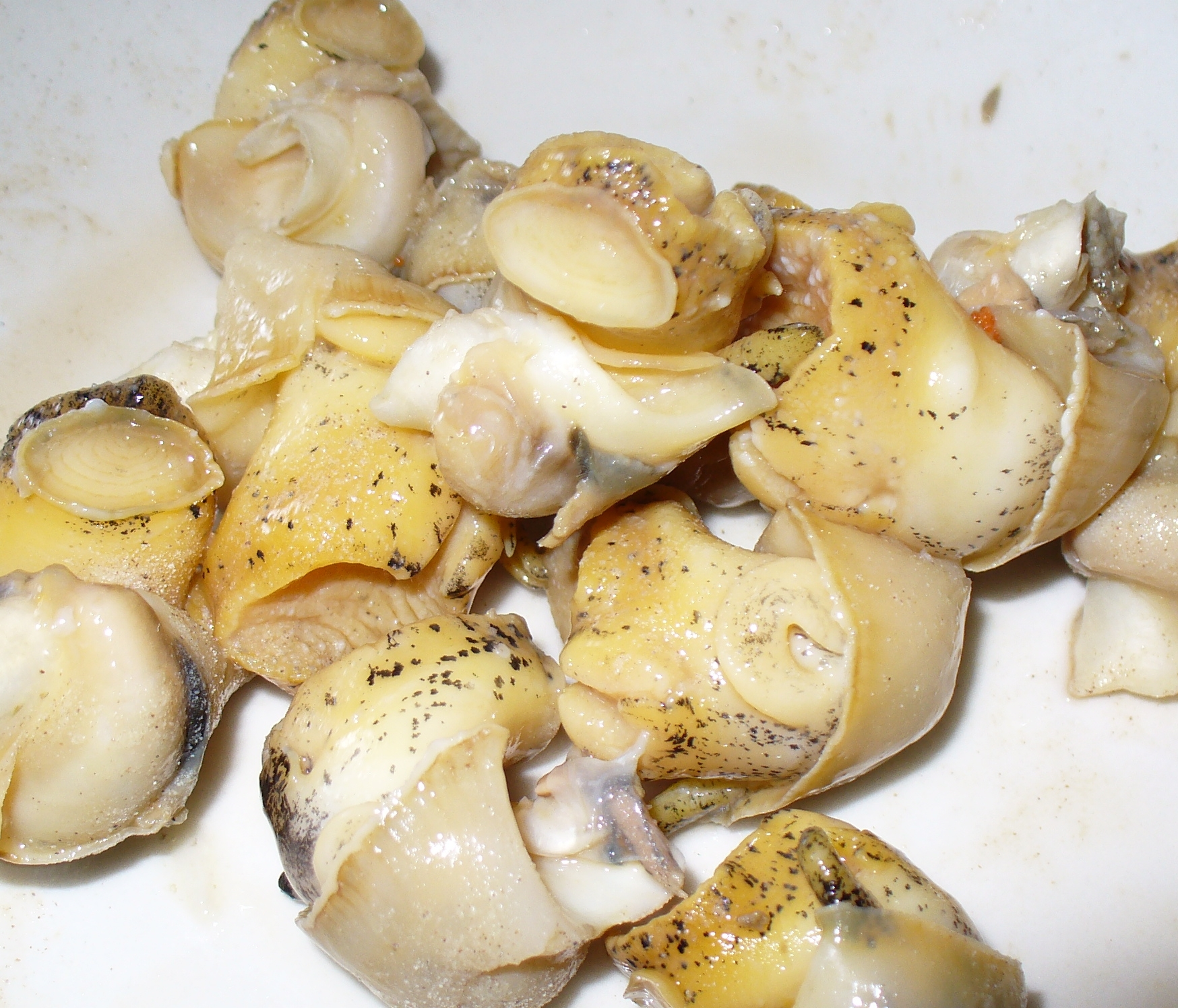
Buccini sgusciati cotti

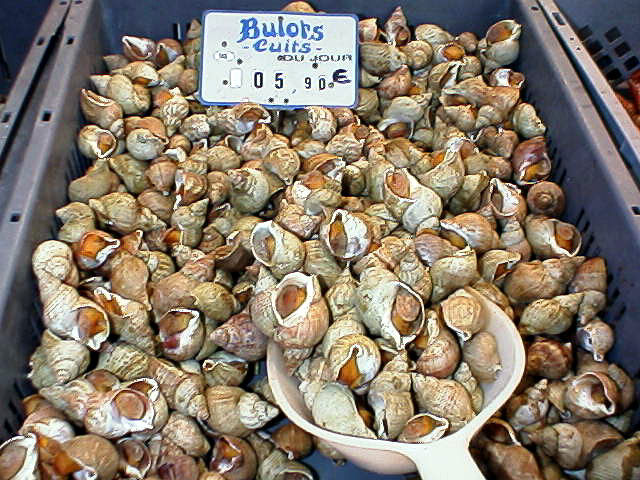
Vendita di buccini bolliti

Per secoli il buccino comune è stato utilizzato per il consumo alimentare in Europa, ed in particolare nelle isole Britanniche, lungo la costa francese e della Manica, in Belgio e nei Paesi Bassi. Nell'Inghilterra meridionale e nel Canada orientale il buccino comune è stato pescato a fini commerciali dagli anni 1940. I buccini sono stati sfruttati inoltre da decenni come esche per la pesca nelle Isole Fær Øer e in Islanda. In Islanda dal 1966 sono stati effettuati esperimenti per la pesca commerciale di buccini in varie località e nella baia di Breiðafjörður.
Nel Mare del Nord i buccini sono stati tradizionalmente pescati per il cibo, sia con nasse innescate lungo la costa dell'Anglia orientale e Lincolnshire, sia con speciali reti da traino dentro e intorno al mare di Wadden tedesco e olandese e nelle acque olandesi sudoccidentali. Nel Mare del Nord centrale, i buccini vengono raccolti principalmente come catture accessorie. Nel Golfo del Maine, dove i buccini erano tradizionalmente raccolti come catture accessorie accidentali della pesca dell'aragosta, è stata attivata una nuova attività di pesca commerciale che utilizza trappole per buccini appositamente progettate.
L'Annuario delle statistiche della pesca della FAO riporta una crescita di produzione annuale da circa 15.852 t. nel 1995 a 17.988 t. nel 1999 nell'area nell'Atlantico nord-orientale (Belgio, Channel Is., Danimarca, Isole Faroe, Francia, Islanda, Irlanda, Isola di Man, Paesi Bassi, Spagna, Regno Unito).

## Galleria d'immagini

Buccinum undatum vivi
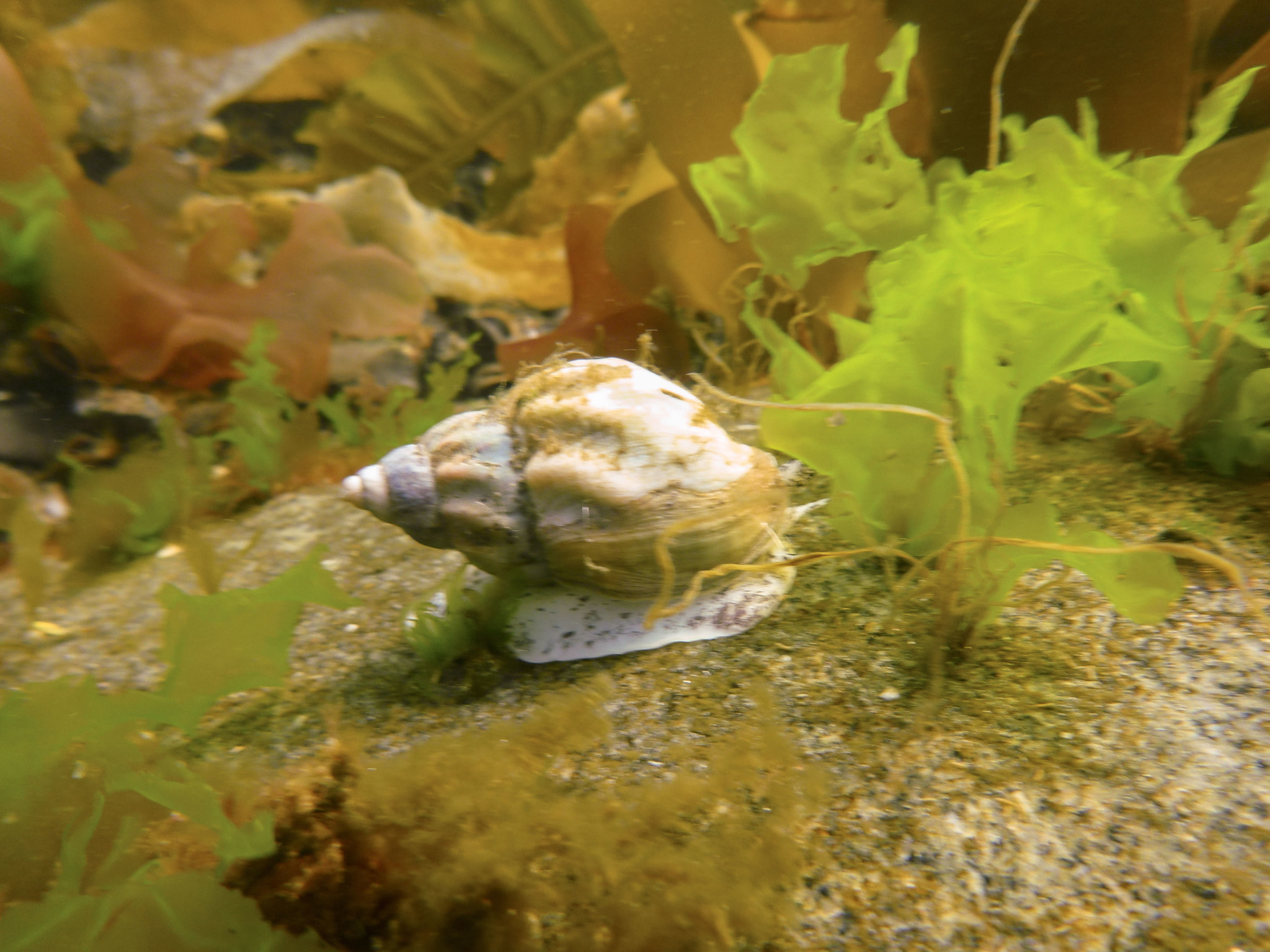
B. undatum ( La Mitis, Québec, Canada)
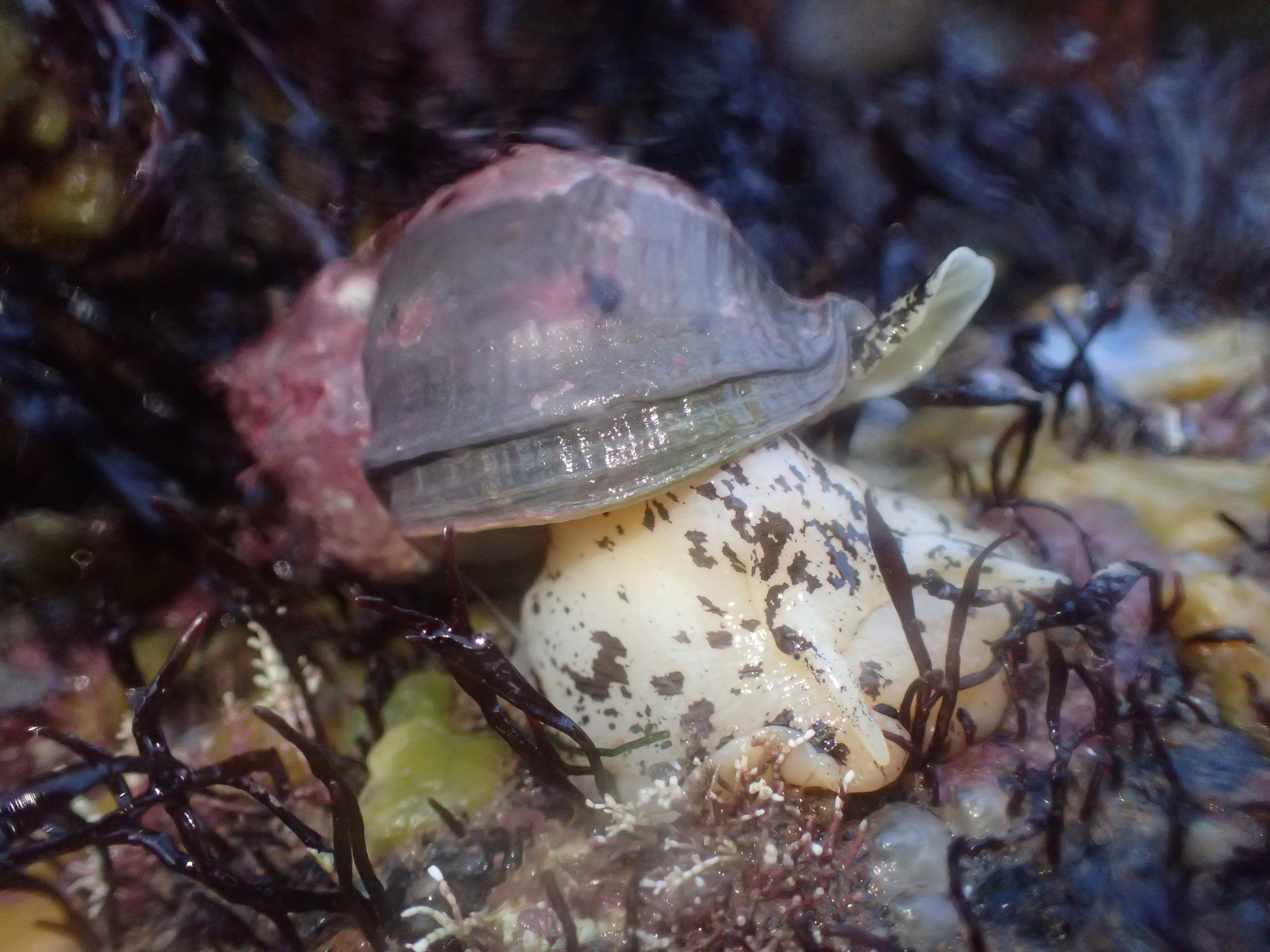
B. undatum (Kings County, Nova Scotia, Canada)
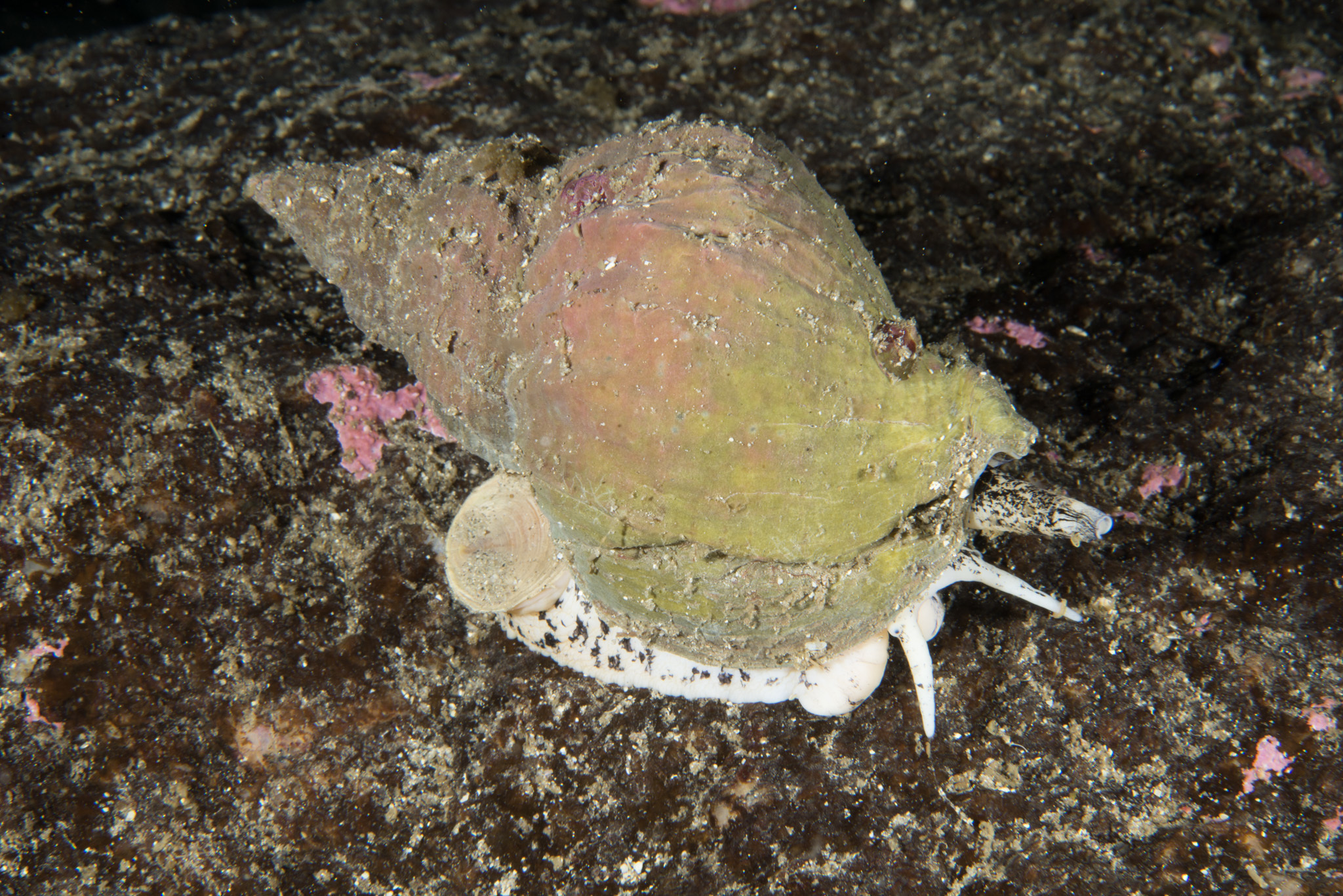
B. undatum (Oanes, Norvegia)
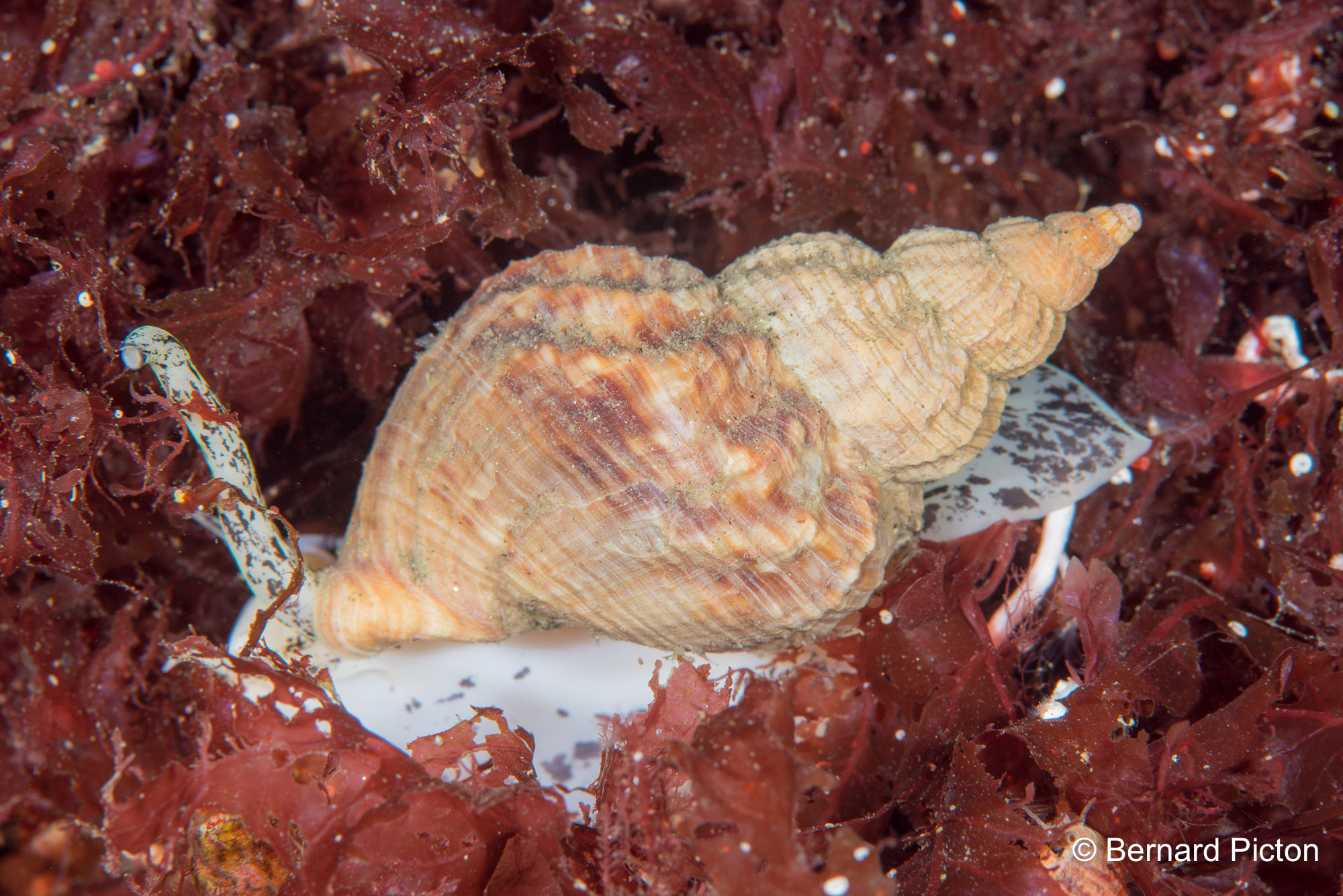
B. undatum (Skjerstad Fjord, Bodø, Norvegia)
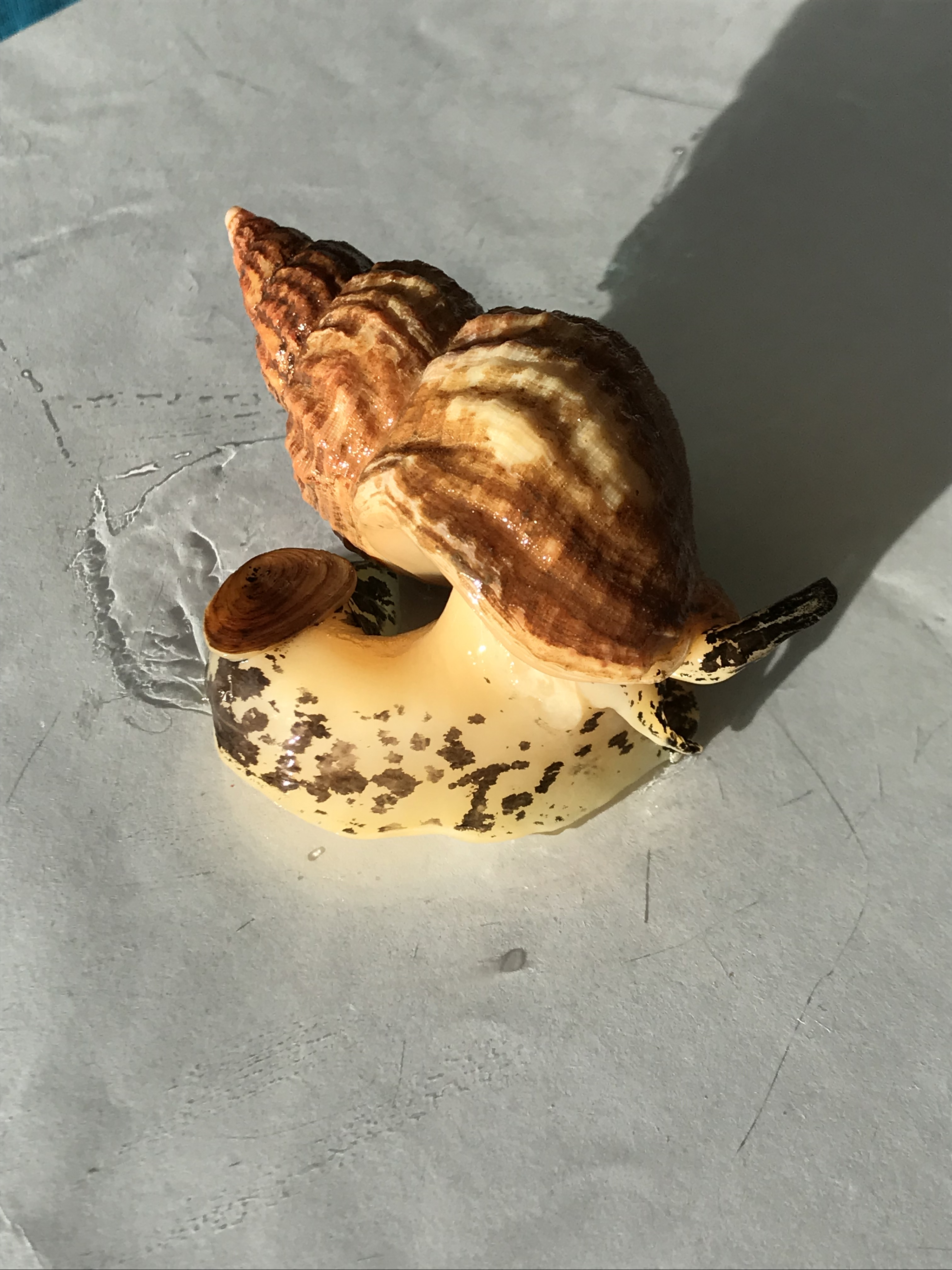
B. undatum (Gullmarsfjorden, Svezia)

- Video di Buccinum undatum nel loro ambiente naturale
- Deposizione e schiusa di uova di B. undatum
- B. undatum alla ricerca di un partner per accoppiamento
- B. undatum a passeggio. Sono visibili idroidi (Hydractinia echinata) che crescono sul suo guscio.